# Raymond Kopa
Raymond Kopaszewski, conocido como Raymond Kopa (Nœux-les-Mines, Norte-Paso de Calais; 13 de octubre de 1931-Angers, Países del Loira, 3 de marzo de 2017), fue un futbolista francés hijo de inmigrantes polacos, reconocido como uno de los mejores jugadores de la historia de Europa. Notablemente conocido por su paso por el Stade de Reims y el Real Madrid Club de Fútbol, fue tres veces campeón de la Copa de Europa con el equipo español.
Elegido mejor jugador de Europa por la UEFA en 1958, mejor jugador de la Liga Francesa en 1960 y tercer mejor jugador francés del siglo xx por la revista France Football. Fue dos veces Balón de bronce (1956, 1957), Balón de oro (1958) y Balón de plata (1959), reconocido como uno de los mejores jugadores de Europa de mitad de siglo, es junto a Michel Platini, Jean-Pierre Papin, Zinedine Zidane y Karim Benzema, uno de los cinco franceses ganadores del citado galardón.
En 2018, la revista France Football estableció en su honor el Trofeo Kopa al mejor jugador menor de 21 años, galardón que se entrega cada año en París junto al Balón de Oro.

## Trayectoria

### Inicios en Francia
Nació el 13 de octubre de 1931 en Noeux-les-Mines (Norte-Paso de Calais, Francia). Hijo de emigrantes polacos adquirió la doble nacionalidad francopolaca en 1949. Desde los dieciséis años recibía una pensión tras el accidente que sufrió cuando trabajaba en una mina de carbón situada en Noeux-les-mines al norte de Francia y en el que se le tuvo que amputar el dedo índice de su mano izquierda.
Siendo prácticamente un niño ingresó en el equipo de su localidad natal, allí se convirtió en la figura y fue inscrito en un concurso nacional de jóvenes jugadores promovido por la Federación Francesa de Fútbol en 1949, llegó hasta las finales, pero no pudo vencer por su baja estatura. Curiosamente dicha circunstancia pueda llevar a creer que le perjudicó en sus inicios, pero para nada, puesto que al ser más pequeño tuvo que afinar y desarrollar más otros aspectos como su extraordinaria agilidad y su inteligencia.
A la edad de dieciocho años tuvo que elegir entre la nacionalidad francesa y el pasaporte polaco, y decidió, para mayor comodidad, acortar su verdadero nombre, Kopaszewski. Su repertorio de regates, fintas y su juego imprevisible le valió para ganarse el apodo de "Napoleón", debido sin duda a su gran poder y a su menuda estatura.
Comenzó su carrera como profesional en el SCO Angers, en el que permaneció dos años, tiempo suficiente para demostrar su calidad y para que el Stade de Reims se fijara en él y se hiciera con sus servicios en 1951. En el conjunto francés de Reims jugó en dos etapas de su carrera y en la primera de cinco temporadas, ganó dos ligas hasta 1956, año en el que se marchó al Real Madrid donde consiguió los mayores éxitos de su carrera.
Antes de su llegada al Madrid Kopa dejó una importante huella en el Stade de Reims, donde disfrutó e hizo disfrutar a todos con aquel preciosista "fútbol-champagne" del Reims. Un fútbol que conjuntaba el acierto rematador de Léon Glovacki o Bliard con el toque y la clase de Raymond Kopa o Henri Michel entre otros.
Con la selección de fútbol de Francia debutó a los 21 años, en un partido disputado el 5 de octubre de 1952 contra Alemania Occidental, un encuentro celebrado en París que ganó Francia por 3-1.
Estuvo presente con Francia en la Copa Mundial de Fútbol de 1954 en Suiza, en el que debutó como mundialista un 16 de junio en Lausana, en un encuentro ante Yugoslavia en el que Francia cayó por un gol a cero. Posteriormente y pese a que Francia fue eliminada, Kopa llegaría a hacer su debut goleador en la victoria sobre México, 3-2. En aquel Mundial formó en la media junto a dos compañeros suyos del Reims: Léon Glovacki y André Strappe.
En 1958 jugó su segunda Copa Mundial y Kopa fue uno de los pilares de aquella selección que consiguió la tercera posición, en Suecia. Los Kopa, Jean-Jacques Marcel, Maryan Wisnieski, Roger Piantoni, Jean Vincent y Just Fontaine arrasaron hasta que se toparon con la grandiosa selección brasileña de Pelé, Vavá, Garrincha... y es que en cuatro partidos anotaron la friolera de quince tantos, siete a Paraguay, tres a Yugoslavia, dos a Escocia y cuatro a Irlanda del Norte en cuartos de final.
Si Fontaine fue máximo goleador, Kopa recibió el galardón de Mejor Delantero, a quien un jurado internacional también eligió Mejor Jugador. En 1962 jugó su último partido internacional con su selección, ante Hungría.

### Éxitos internacionales en el Real Madrid C. F.

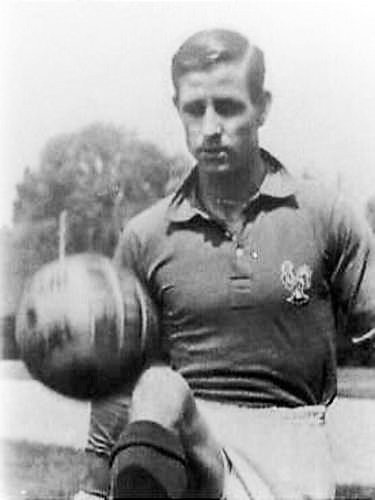
Kopa, primer francés galardonado con el Balón de Oro, en 1958.

Su primera toma de contacto con la casaca blanca del club madridista se produjo con motivo del homenaje de despedida a Luis Molowny, donde comenzó el particular idilio entre el Real Madrid y la estrella gala. Curiosamente su llegada al Madrid se produjo pocas horas después de que el 13 de junio de 1956 el conjunto blanco se impusiera al francés en la final de la primera edición de la Copa de Europa. Atraídos por el juego de Kopa, los dirigentes madridistas ficharon al francés que, con la camiseta blanca, se alzó con dos ligas españolas (1957 y 1958) y tres Copas de Europa (1957, 1958 y 1959).
Kopa tuvo que adaptarse a una nueva posición en la zona diestra, pero la inteligencia era una de sus muchas cualidades y no tuvo ningún problema en colocarse el número 7 a la espalda para que Alfredo Di Stéfano siguiera siendo el director de orquesta del Real Madrid. Elegante, fino y habilidoso, era el encargado de retener el balón cuando su equipo atravesaba apuros. “Bastaba con pegar un pelotazo a Gento o dársela a Kopa, que él la pisaba, y la pisaba, y la pisaba, y nunca la perdía”, relataba Marquitos sobre el "fransuá", como le llamaban cariñosamente sus compañeros del vestuario.
El equipo lo agradeció y Kopa contribuyó a que el conjunto blanco continuara con su dominio en España y Europa. En 1958 recibió el galardón del Balón de oro al mejor jugador europeo del año.
En la historia del fútbol habrá habido, posiblemente, pocos jugadores de ataque como estos: Kopa, Enrique Mateos, Di Stéfano, Rial, Paco Gento, Joseíto y Ferenc Puskás, pese a que Puskás llegó ya en el último año de Kopa como jugador madridista, siendo mítica la delantera: Kopa, Rial, Di Stéfano, Puskás y Gento.

### Vuelta a su país y retiro
Tras su brillante paso por el Madrid, Kopa vuelve al Stade de Reims en 1959, donde vuelve a conquistar dos títulos de liga y donde permanece hasta su retirada al filo de los 36 años en 1966, cuando se proclamó campeón de la D2 francesa.
A su retirada en 1966 ocupó el cargo de entrenador. De 1969 a 1970 fue nombrado asesor técnico de la selección nacional de su país. Los reconocimientos no han cesado de premiar a su legendaria figura, fue elegido segundo mejor jugador francés del siglo XX por IFFHS y 3.er mejor jugador francés del siglo XX por France Football. Además se convirtió en el 1.er jugador de fútbol francés en recibir la Legión de Honor, el 30 de noviembre de 1970.

## Vida personal
El Napoleón del Fútbol, uno de los mejores jugadores Europeos de todos los tiempos. Jugador rápido, habilidoso y gran especialista en los pases y asistencias. Un futbolista de gran elegancia, talento e inteligencia, sabía parar el partido pisando y escondiendo la bola como un maestro y era capaz de desequilibrar en el momento necesario.
En 1985 participó en el rally París-Dakar como copiloto de Etienne Smulevici en un Mitsubishi Pajero y se clasificó en el puesto 65.
Falleció en la ciudad de Angers (Francia) el 3 de marzo de 2017 a los 85 años.

## Selección nacional
Fue internacional con la selección de fútbol de Francia 45 veces y consiguiendo 18 goles.
Participó en el Mundial de 1954 y en el Mundial de 1958 quedando tercera su selección en este último.

### Participaciones en Copas del Mundo
| Mundial                        | Sede   | Resultado    | Partidos | Goles |
| ------------------------------ | ------ | ------------ | -------- | ----- |
| Copa Mundial de Fútbol de 1954 | Suiza  | Primera fase | 2        | 1     |
| Copa Mundial de Fútbol de 1958 | Suecia | Tercer lugar | 6        | 2     |

## Estadísticas

### Clubes
Datos actualizados a fin de carrera deportiva.
| Angers S. C. O. Francia |               |               |     |     |    |    |    |     |      |      |      |
| 2.ª | 1949-50       | 30            | 7   | -   | -  | -  | -  | 30  | 7    | 0,23 |      |
| 2.ª | 1950-51       | 30            | 8   | -   | -  | -  | -  | 30  | 8    | 0,27 |      |
| Total club | Total club    | 60            | 15  | 0   | 0  | 0  | 0  | 60  | 15   | 0,25 |      |
| Stade de Reims Francia |               |               |     |     |    |    |    |     |      |      |      |
| 1.ª |               |               |     |     |    |    |    |     |      |      |      |
| 1951-52 | 33            | 8             | -   | -   | -  | -  | 33 | 8   | 0,24 |      |      |
| 1952-53 | 33            | 13            | 1   | -   | 3  | 2  | 37 | 15  | 0,41 |      |      |
| 1953-54 | 31            | 11            | 4   | 2   | -  | -  | 35 | 13  | 0,35 |      |      |
| 1954-55 | 31            | 11            | 4   | -   | 2  | -  | 37 | 11  | 0,28 |      |      |
| 1955-56 | 30            | 5             | 5   | 4   | 7  | -  | 42 | 9   | 0,21 |      |      |
| Total club | Total club    | 158           | 48  | 14  | 6  | 12 | 2  | 184 | 56   | 0,30 |      |
| Real Madrid C. F. · España |               |               |     |     |    |    |    |     |      |      |      |
| 1.ª | 1956-57       | 22            | 6   | -   | -  | 10 | 2  | 32  | 8    | 0,25 |      |
| 1.ª | 1957-58       | 27            | 8   | -   | -  | 7  | 3  | 34  | 11   | 0,32 |      |
| 1.ª | 1958-59       | 30            | 10  | -   | -  | 7  | 1  | 37  | 11   | 0,30 |      |
| Total club | Total club    | 79            | 24  | 0   | 0  | 24 | 6  | 103 | 30   | 0,29 |      |
| Stade de Reims Francia |               |               |     |     |    |    |    |     |      |      |      |
| 1.ª |               |               |     |     |    |    |    |     |      |      |      |
| 1959-60 | 36            | 14            | 5   | 1   | -  | -  | 41 | 15  | 0,37 |      |      |
| 1960-61 | 30            | 5             | 5   | 2   | 1  | -  | 36 | 7   | 0,19 |      |      |
| 1961-62 | 30            | 2             | 5   | -   | -  | -  | 35 | 2   | 0,06 |      |      |
| 1962-63 | 34            | 1             | 5   | 2   | 4  | 2  | 43 | 5   | 0,12 |      |      |
| 1963-64 | 25            | 2             | 4   | -   | -  | -  | 29 | 2   | 0,07 |      |      |
| 2.ª |               |               |     |     |    |    |    |     |      |      |      |
| 1964–65 | 29            | 3             | 2   | -   | -  | -  | 31 | 3   | 0,10 |      |      |
| 1965–66 | 27            | 3             | 6   | 1   | -  | -  | 33 | 4   | 0,12 |      |      |
| 1.ª |               |               |     |     |    |    |    |     |      |      |      |
| 1966-67 | 33            | 3             | 3   | 1   | -  | -  | 36 | 4   | 0,11 |      |      |
| Total club | Total club    | 244           | 33  | 35  | 7  | 5  | 2  | 284 | 42   | 0,29 |      |
| Total carrera | Total carrera | Total carrera | 541 | 120 | 49 | 13 | 41 | 10  | 631  | 143  | 0,23 |
| (1) Incluye datos de la Coupe de France (1951-67), Coupe Charles Drago (1953-55), Trophée des Champions (1960-66); Copa del Generalísimo (1956-59). (2) Incluye datos de la Copa Latina (1953-57) / Copa de Europa (1955-63). (3) No incluye goles en partidos amistosos. |               |               |     |     |    |    |    |     |      |      |      |

## Palmarés

### Campeonatos nacionales
| Título               | Club           | País    | Año     |
| -------------------- | -------------- | ------- | ------- |
| Liga francesa        | Stade de Reims | Francia | 1952/53 |
| Liga francesa        | Stade de Reims | Francia | 1954/55 |
| Supercopa de Francia | Stade de Reims | Francia | 1955    |
| Liga española        | Real Madrid    | España  | 1956/57 |
| Liga española        | Real Madrid    | España  | 1957/58 |
| Liga francesa        | Stade de Reims | Francia | 1959/60 |
| Liga francesa        | Stade de Reims | Francia | 1961/62 |

### Campeonatos internacionales
| Título         | Club           | País    | Año     |
| -------------- | -------------- | ------- | ------- |
| Copa Latina    | Stade de Reims | Francia | 1953    |
| Copa de Europa | Real Madrid    | España  | 1956/57 |
| Copa Latina    | Real Madrid    | España  | 1957    |
| Copa de Europa | Real Madrid    | España  | 1957/58 |
| Copa de Europa | Real Madrid    | España  | 1958/59 |

### Distinciones individuales
| Distinción                                                               | Año        |
| ------------------------------------------------------------------------ | ---------- |
| Campeón de campeones por L'Équipe                                        | 1955, 1958 |
| Balón de bronce                                                          | 1956, 1957 |
| Balón de oro                                                             | 1958       |
| Equipo de las Estrellas de la Copa Mundial de Fútbol                     | 1958       |
| Balón de plata                                                           | 1959       |
| Jugador francés del año                                                  | 1961       |
| Elegido entre los 100 jugadores del siglo XX por la revista World Soccer | 1999       |
| Tercer mejor jugador francés del siglo por L'Équipe                      | 2000       |
| FIFA 100                                                                 | 2004       |
| Premio Golden Foot "Leyenda del Fútbol"                                  | 2006       |
| Premio Presidente de la UEFA                                             | 2010       |
| Sexto mejor jugador francés de la historia por L'Équipe                  | 2018       |

### Condecoraciones
| Distinción                      | Año  |
| ------------------------------- | ---- |
| Caballero de la Legión de Honor | 1970 |
| Oficial de la Legión de Honor   | 2008 |

## Resultados en Automovilismo

### Rally Dakar
| Año  | Piloto            | Categoría | Equipo     | Vehículo          | Posición | Etapas |
| ---- | ----------------- | --------- | ---------- | ----------------- | -------- | ------ |
| 1985 | Etienne Smulevici | Coches    | Mitsubishi | Mitsubishi Pajero | 65.º     | -      |

## Estadísticas
- Es el máximo asistente de las finales de la Champions League.[4]